# Église Saint-Nicolas-de-Myre
Ne doit pas être confondu avec Cathédrale Saint-Nicolas de Brooklyn ou Cathédrale Saint-Nicolas de Manhattan.
L'église Saint-Nicolas-de-Myre est une église de Manhattan.